# Championnat d'Europe de la montagne 2007
 (novembre 2013).
Si vous disposez d'ouvrages ou d'articles de référence ou si vous connaissez des sites web de qualité traitant du thème abordé ici, merci de compléter l'article en donnant les références utiles à sa vérifiabilité et en les liant à la section « Notes et références ».
Navigation
2006 2008
Le Championnat d'Europe de la montagne 2007 (FIA European Hill Climb Championship) commence le 14 avril 2007 et se termine le 16 septembre.

## Calendrier
| N° | Date         | Course                          | Lieu             | Pays      | Vainqueur                                      |
| -- | ------------ | ------------------------------- | ---------------- | --------- | ---------------------------------------------- |
| 1  | 15 avril     | 50° Cronoscalata Monte Erice    | Valderice        | Italie    | Fulvio Giuliani - Lancia Delta Integrale Proto |
| 2  | 29 avril     | Rechbergrennen                  | Tulwitz          | Autriche  | Ander Vilariño - Reynard 01L-Mugen             |
| 3  | 13 mai       | Al Fito                         | Arriondas        | Espagne   | Ander Vilariño - Reynard 01L-Mugen             |
| 4  | 20 mai       | Serra da Estrela                | Covilhã          | Portugal  | Ander Vilariño - Reynard 01L-Mugen             |
| 5  | 3 juin       | Ecce Homo                       | Šternberk        | Tchéquie  | Ander Vilariño - Reynard 01L-Mugen             |
| 6  | 17 juin      | ADAC Glasbachrennen (de)        | Fell             | Allemagne | Ander Vilariño - Reynard 01L-Mugen             |
| 7  | 1er juillet  | 57° Trento - Bondone            | Trente           | Italie    | Lionel Régal - Reynard 01L                     |
| 8  | 8 juillet    | 47° Coppa Bruno Carotti         | Rieti            | Italie    | Ander Vilariño - Reynard 01L-Mugen             |
| 9  | 22 juillet   | Slovakia Matador                | Pezinok          | Slovaquie | Ander Vilariño - Reynard 01L-Mugen             |
| 10 | 29 juillet   | Petrol Ferrari Ilirska Bistrica | Ilirska Bistrica | Slovénie  | Lionel Régal - Reynard 01L                     |
| 11 | 12 août      | Mont-Dore                       | Chambon-sur-Lac  | France    | Ander Vilariño - Reynard 01L-Mugen             |
| 12 | 19 août      | Saint-Ursanne - Les Rangiers    | Saint-Ursanne    | Suisse    | Lionel Régal - Reynard 01L                     |
| 13 | 16 septembre | Buzetski dani                   | Buzet            | Croatie   | Fausto Bormolini - Reynard 95D                 |